# Limnophora persica
Limnophora persica este o specie de muște din genul Limnophora, familia Muscidae, descrisă de Willi Hennig în anul 1959. Conform Catalogue of Life specia Limnophora persica nu are subspecii cunoscute.